# Hakumei to Mikochi
Hakumei to Mikochi (jap. ハクメイとミコチ) – manga autorstwa Takuto Kashikiego, publikowana na łamach magazynu „Harta” wydawnictwa Enterbrain od kwietnia 2011. Na podstawie mangi studio Lerche wyprodukowało serial anime, który emitowany był od stycznia do marca 2018.

## Fabuła
W mistycznym lesie zamieszkałym przez maleńkie, przypominające ludzi istoty i gadające zwierzęta, żyją Hakumei i Mikochi, dwie dziewczynki mieszkające razem w domku w drzewie. Historia opowiada o ich codziennym życiu oraz towarzyszących im przygodach.

## Bohaterowie
- Hakumei (jap. ハクメイ)

Seiyū: Risae Matsuda 
Jedna z dwóch głównych bohaterek. Jest energiczną dziewczyną o rudych włosach. Była bezdomna i zdana na siebie, zanim zamieszkała z Mikochi w mieście Makinata. Jest sumienną i wykwalifikowaną rzemieślniczką, pomimo tendencji do pakowania siebie i innych w kłopoty.
- Mikochi (jap. ミコチ)

Seiyū: Shino Shimoji 
Druga protagonistka. Jest ciemnowłosą dziewczyną, która jest bardzo szanowana za swoje umiejętności kulinarne. Przygotowuje jedzenie oraz inne towary, które sprzedaje w pobliskim sklepie.
- Konju (jap. コンジュ)

Seiyū: Aoi Yūki 
Śpiewaczka, która zaprzyjaźnia się z Mikochi.
- Sen (jap. セン)

Seiyū: Chika Anzai 
Badaczka, która wykorzystuje animowane szkielety do pracy dla niej.
- Iwashi (jap. イワシ)

Seiyū: Masaya Matsukaze 
Łasica i współpracownik Hakumei.
- Kobone no Master (jap. 小骨のマスター Kobone no Masutā)

Seiyū: Megumi Ogata 
Właścicielka kawiarni odwiedzanej przez Hakumei i Mikochi.

## Manga
Pierwszy rozdział mangi ukazał się 30 kwietnia 2011 w magazynie „Fellows!”, który w 2013 został przemianowany na „Harta”. Następnie wydawnictwo Enterbrain rozpoczęło zbieranie rozdziałów do wydań w formacie tankōbon, których pierwszy tom ukazał się 15 stycznia 2013. Według stanu na 14 stycznia 2023, do tej pory wydano 11 tomów.
| Nr | Data wydania (język japoński) | ISBN (język japoński)  |
| -- | ----------------------------- | ---------------------- |
| 1  | 15 stycznia 2013              | ISBN 978-4-04-728634-4 |
| 2  | 14 stycznia 2014              | ISBN 978-4-04-729394-6 |
| 3  | 15 stycznia 2015              | ISBN 978-4-04-730154-2 |
| 4  | 15 stycznia 2016              | ISBN 978-4-04-730926-5 |
| 5  | 14 stycznia 2017              | ISBN 978-4-04-734413-6 |
| 6  | 15 stycznia 2018              | ISBN 978-4-04-734820-2 |
| 7  | 15 stycznia 2019              | ISBN 978-4-04-735337-4 |
| 8  | 14 stycznia 2020              | ISBN 978-4-04-735786-0 |
| 9  | 15 stycznia 2021              | ISBN 978-4-04-736272-7 |
| 10 | 15 stycznia 2022              | ISBN 978-4-04-736762-3 |
| 11 | 14 stycznia 2023              | ISBN 978-4-04-737172-9 |

## Anime
12-odcinkowy serial anime w oparciu o mangę został wyprodukowany przez studio Lerche. Za reżyserię odpowiadał Masaomi Andō, a za scenariusz Reiko Yoshida. Seria była emitowana od 12 stycznia do 30 marca 2018. Motywem otwierającym jest „urar” autorstwa Chimy, końcowym zaś „Harvest Moon Night” w wykonaniu Shino Shimoji i Aoi Yūki. Teksty motywów końcowych są unikalne dla każdego odcinka i odnoszą się do fabuły każdego z nich.
27 czerwca 2018 wraz z drugim tomem Blu-ray/DVD został wydany odcinek OVA.